# BA-I
BA-I装甲車（БА-И）（ブラニェアブトモビーリ・イジョルスキー）はソビエト連邦の装甲車である。第二次世界大戦のソ連における主力装甲車となるBA-3やBA-10といった車両の元となった。

## 概要
1929年7月28日に開発が検討され、エンジニアであるデレンコワ博士主導の元開発が開始された。
当時の主力装甲車であったBA-27の近代化を目的に、アメリカのフォード・ティムケン社開発の6×4輪の貨物車両シャーシを元に、開発が行われ、1931年11月までに試験をクリアし、ニジニ・ノヴゴロドにて量産体制が出来あがった。
BA-Iという名称であるが、Iは製作が行われたイジョルスキー製作所を表すものであり、BAシリーズの一号車というわけではない。

## 開発
BA-3やBA-6のつなぎとして開発された車両である為、開発が行われたのは1932年から1934年の1年半という短い期間であり、生産台数も100台前後と決して多いとはいえない。
これは中型の装甲車両としては構造がやや複雑であるなどの原因もあるのだが、一方で性能的に決定的な問題があったわけではなく、生産された車両の多くはその後も長く運用され続けた。
1940年代に入るとBA-Iは完全に時代遅れの車両となっていたが、1941年1月1日付けで77台が残っており、第二次世界大戦が終結する1945年まで制式車両として運用されていた。

## 性能
主砲の37mm砲は34発の弾薬を車載し、0.8kmの射程を持つ。これは戦車砲のように360°回転させることが可能。
機銃は後期型になって初めてボールマウント式になっており、それまではT-18のような主砲と同軸式で装備されていた。
装甲厚は底面が2mm、天頂部が4mmの他は軒並み8mmとなっている。またBA-27に広く用いられたリベット接合を極力減らすよう工夫されており、砲塔を除き装甲部分を殆ど電気溶接によって組み合わせたことで防御力を高めた。加えて比較的低い車高によって生存性が高められている。
その為ソ連における装甲車両黎明期に開発された車両では珍しく、成功した車両の一つとして評価されているが、低い車高や人間工学を軽視した構造によって居住性は劣悪だったとされている。

## 運用
最も早い実戦はスペイン内戦であり、この時共和陣営にはBA-6と共に少数のBA-Iがソ連から供与された。その後ソ連はBA-Iを含む装甲車の多くを極東方面に配備させているが、装甲車が戦闘の明暗を分けたノモンハン事件においてBA-Iが運用されたかどうかは不明である。
その後日ソ中立条約の締結と独ソ戦開戦に伴い、やはりBA-Iを含む装甲車の多くを西部に戻している。
BA-Iは本格的な実戦運用が行われる頃には既に旧式車両であった事は間違いなく、独ソ戦開戦時に本車も多くが失われている。またこの時ドイツ国防軍によってBA-Iが少数鹵獲されたという説もあるが、記録などは特に残っていない。
生き残った車両は極東方面で練習に使用されたとされ、対日参戦時にも存在は確認されているが、実戦運用の記録はない。
BA-Iを鉄道型に派生させる計画があったとされているが、これは実現せず、後続車両であるBA-6がBA-6ZhDとして鉄道偵察車に派生している。

## BA装甲車
- BA-3
- BA-5
- BA-6
- BA-9
- BA-10
- BA-11
- BA-20
- BA-21
- BA-22
- BA-23
- BA-27
- BA-30
- BA-64